# Sergey Gotsmanov
Sergey Anatolyevich Gotsmanov ou Syarhey Anatolyevich Hotsmanaw - respectivamente, em russo, Сергей Анатольевич Гоцманов e, em bielorrusso, Сяргей Анатольевіч Гоцманаў (Minsk, 27 de março de 1959) - é um ex-futebolista bielorrusso.

## Herói do Dínamo
Após iniciar a carreira no Dínamo Brest, em 1978, transferiu-se no ano seguinte ao Dínamo Minsk, clube onde ficaria nos próximos onze anos. Fez parte da equipe que, em 1982, se tornou a primeira e única da então RSS da Bielorrússia a conquistar o campeonato soviético, jogando ao lado de Syarhey Aleynikaw, Syarhey Barowski e Andrey Zyhmantovich e sob o comando de Eduard Malafeyew. 

## Seleção Soviética
Malafeyew, assim que assumiu em 1984 a Seleção Soviética, chamou Hotsmanaw, que estreou pelo país naquele ano, contra a Finlândia. Em sua segunda partida pela URSS, entrou como substituto e marcou o primeiro gol da vitória por 2 a 0 sobre a Inglaterra, em Wembley. A obscura demissão de Malafeyew do comando do selecionado às vésperas da Copa do Mundo de 1986 acabou prejudicando Hotsmanaw, eleito o jogador bielorrusso em 1985, que acabou preterido por Valeriy Lobanovs'kyi.
Lobanovs'kyi, entretanto, chamou-o para a Eurocopa 1988, tendo-o escalado em duas partidas da fase de grupos, na semifinal contra a Itália (onde recebeu uma cotovelada no rosto por Carlo Ancelotti e na final, onde a equipe acabou sucumbindo à Holanda, um adversário vencido na primeira fase.

## Primeiro bielorrusso na Inglaterra
Hotsmanaw também fora eleito o melhor jogador bielorrusso em 1983 e o seria ainda em 1987 e em 1989. Esta marca seria posteriormente alcançada por Alyaksandar Hleb. Em fevereiro de 1990, foi fazer testes no Brighton & Hove Albion, da Inglaterra, marcando 4 gols em 16 jogos. O clube quis contratá-lo, mas Hotsmanaw acabou seduzido pelas 150.000 libras oferecidas pelo Southampton, onde acabaria tendo poucas chances, ficando na reserva de Alan Shearer. 

## Retorno à Bielorrússia
Em 1991, decidiu ir ao Halle 1896, da recém-desfeita Alemanha Oriental, logo retornado ao Dínamo Minsk no ano seguinte, para a disputa do que seria o primeiro campeonato bielorrusso - a União Soviética fora extinta ao final de 1991 e já em 1992 suas ex-repúblicas estavam organizando seus campeonatos. O Dínamo, como era esperado, terminou campeão e Hotsmanaw marcou 7 vezes em 18 partidas. Nesse período, ele, que não jogava por seleções desde a Euro de 1988, jogou suas três partidas pela Bielorrússia, marcando seu único gol logo na estreia, em empate de 1 x 1 contra a Ucrânia..

## Final de carreira nos Estados Unidos
Encostado no time B do Dínamo a partir de 1993, foi jogar nos Estados Unidos em 1996 , no Minnesota Thunder. Ali, onde mora até hoje (mais precisamente na cidade de Woodbury), encerrou a carreira aos 40 anos, em 1999. Sua esposa Olga foi técnica da equipe bielorrussa de ginástica, enquanto seus filhos, Sasha e Andrey, decidiram seguir a carreira futebolística - Sasha defendeu Colorado Rapids e Minnesota Thunder entre 2005 e 2007, e Andrey também teve carreira curta: jogou entre 2009 e 2011, por 402 FC (clube amador da cidade de Omaha, em Nebraska), Minnesota Thunder e NSC Minnesota Stars.